# Citroën C3 Picasso
Citroën C3 Picasso — компактний автомобіль французької компанії Citroën, що вперше представлений в 2008 році на Паризькому автосалоні як концепт-кар під назвою «Drooneel». Розробили автомобіль Донато Коко і Жан-П'єр Пльозе. Пікассо це передньоприводний компактвен є версією Citroën C3 і наступником Citroën Xsara Picasso, покликаний конкурувати з Opel / Vauxhall Meriva, Nissan Note, Renault Modus і Ford Fusion. Автомобіль був адаптований для «міського бездоріжжя» на ринку Латинської Америки, де він почав продаватися як Citroën C3 Aircross з 2010 року.

## Опис

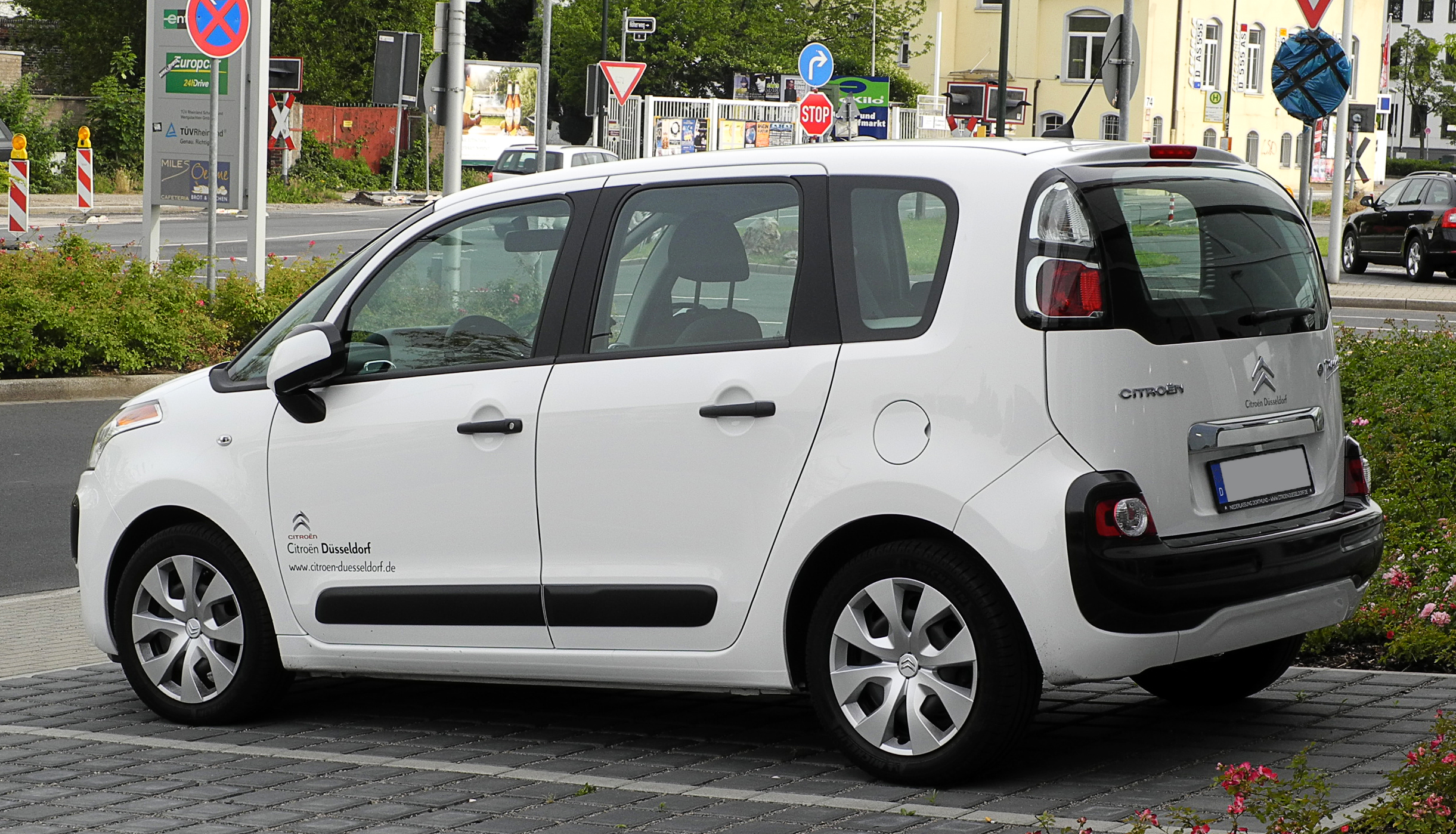
Citroën C3 Picasso VTi 95 (2009—2013)

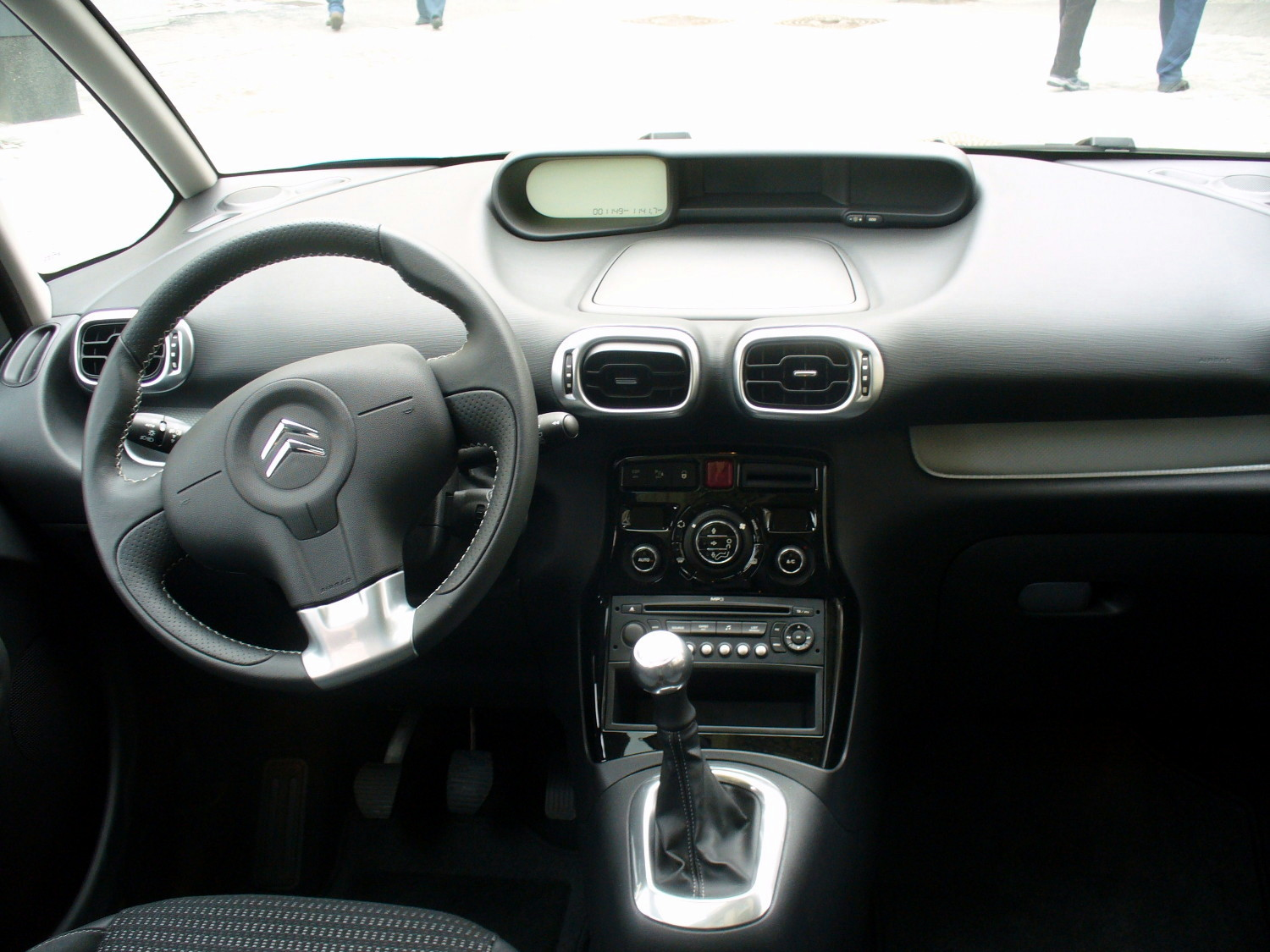
Салон

Перший C3 Picasso був зібраний в грудні 2007 року на заводі PSA Трнава в західній Словаччині, який оголосив Citroën єдиним виробником моделі. Citroën представив готову продукцію в прес-словацькому та громадського 25 вересня, перш ніж він був відкритий для світу в жовтні в 2008 році на автосалоні в Парижі. C3 Picasso надійшов у продаж у Франції в лютому 2009 року. Компанія почала продажі автомобілів в інших європейських ринках в березні 2009 року.
Модернізована версія автомобіля була показана на Паризькому автосалоні 27 вересня 2012 року і надійшла в продаж у Європі в листопаді.
Зовнішній вигляд моделі C3 Picasso повністю відповідає загальному стилю автомобілів компанії Citroen, зміни в зовнішності торкнулися лише передньої частини кузова, тим самим надавши їй більш сучасний зовнішній вигляд. В результаті змін був змінений передній бампер, решітка радіатора стала більш компактною, а також оптика, де були додані світлодіодні смуги. В іншому, екстер'єр мікровена не змінився. Для кузова також стали доступні нові колірні схеми. Габарити мікровена дорівнюють: довжина — 4078 мм, ширина — 1766 мм, висота — 1670 мм, колісна база — 2540 мм.
Для автомобіля доступно кілька варіантів двигунів. Першим є 1,4-літровий 4-циліндровий бензиновий силовий агрегат, потужністю 95 кінських сил. Максимальна швидкість руху мікровена дорівнює 178 км/год, а розгін до 100 км/год здійснюється за 13,4 секунди. Показники витрати палива рівні: міський цикл — 8,2 л/100 км, заміський — 4,9л/100 км і змішаний цикл — 6,1л/100 км. Силовий агрегат працює в парі з 5-швидкісною механічною коробкою передач.
Наступним доступним для C3 Pacasso мотором є 1,6-літровий 4-циліндровий бензиновий, потужністю 115 кінських сил. Оснащений таким силовим агрегатом мікровен здатний рухатися зі швидкістю 185 км/год, а час розгону до 100 км/год займає 12,2 секунд. Показники витрати палива рівні: місто — 9,2 л/100 км, траса — 5,1 л/100 км, змішаний — 5,6л/100 км. Мотор агрегатується з 5МКПП.
Автомобіль також може оснащуватися 1,6-літровим дизельним двигуном, потужністю 92 кінські сили. Час розгону від 0 до 100 км/год займає 14,6 секунд, а максимальна швидкість руху дорівнює — 174 км/год. Мотор працює в парі з 5МКПП.

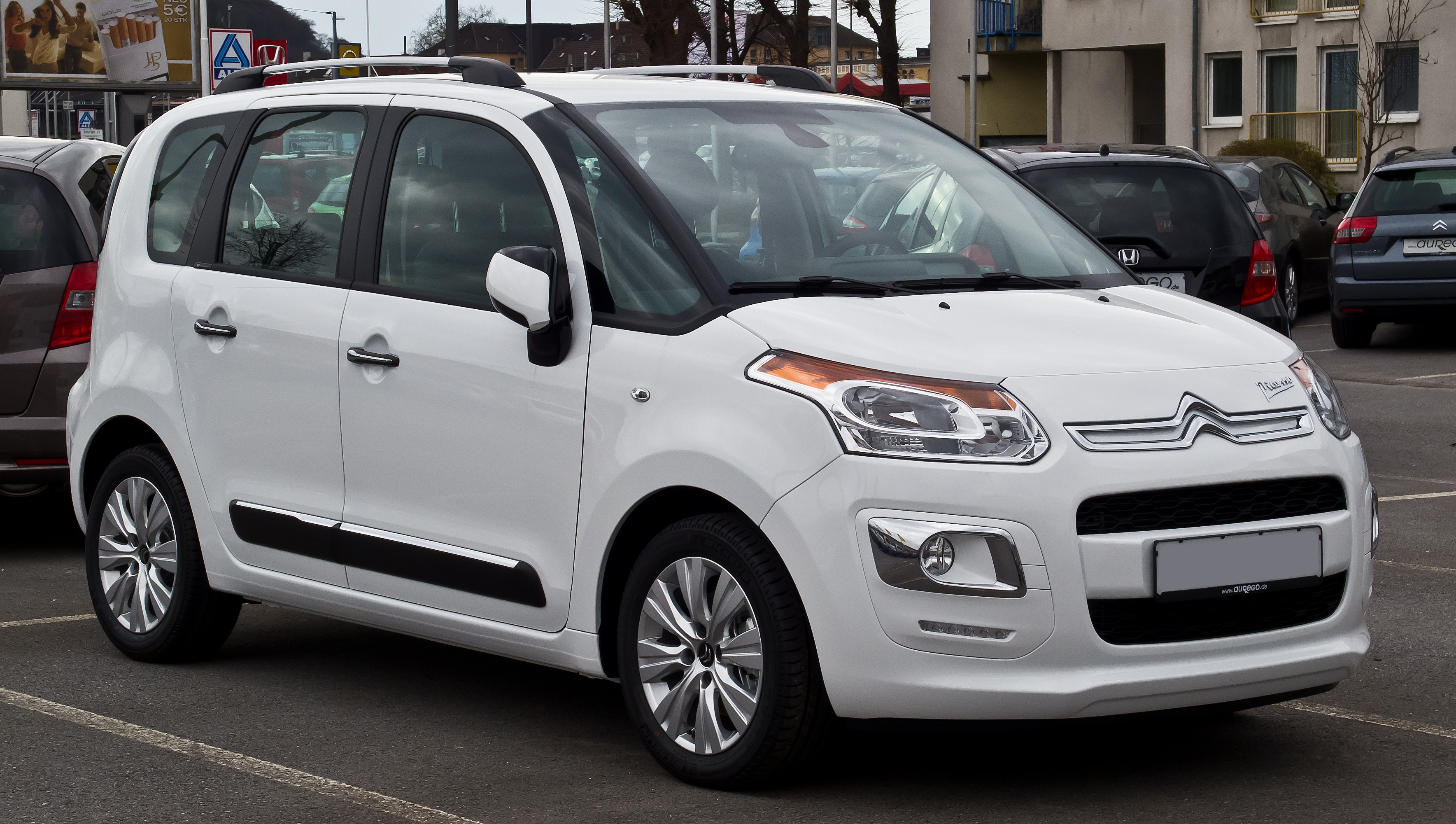
Citroën C3 Picasso HDi 115 (2013-2017)
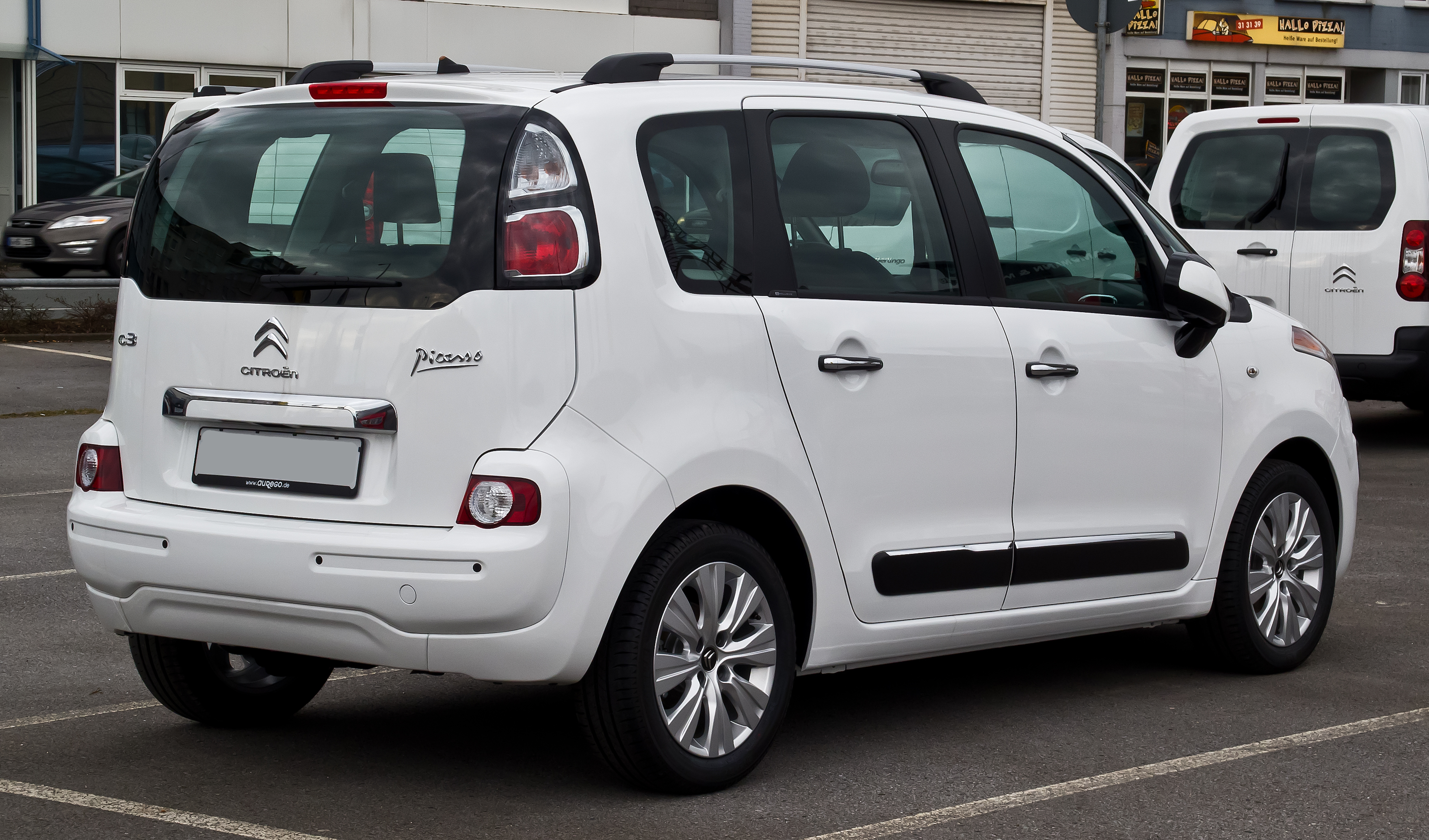
Citroën C3 Picasso HDi 115 (2013-2017)
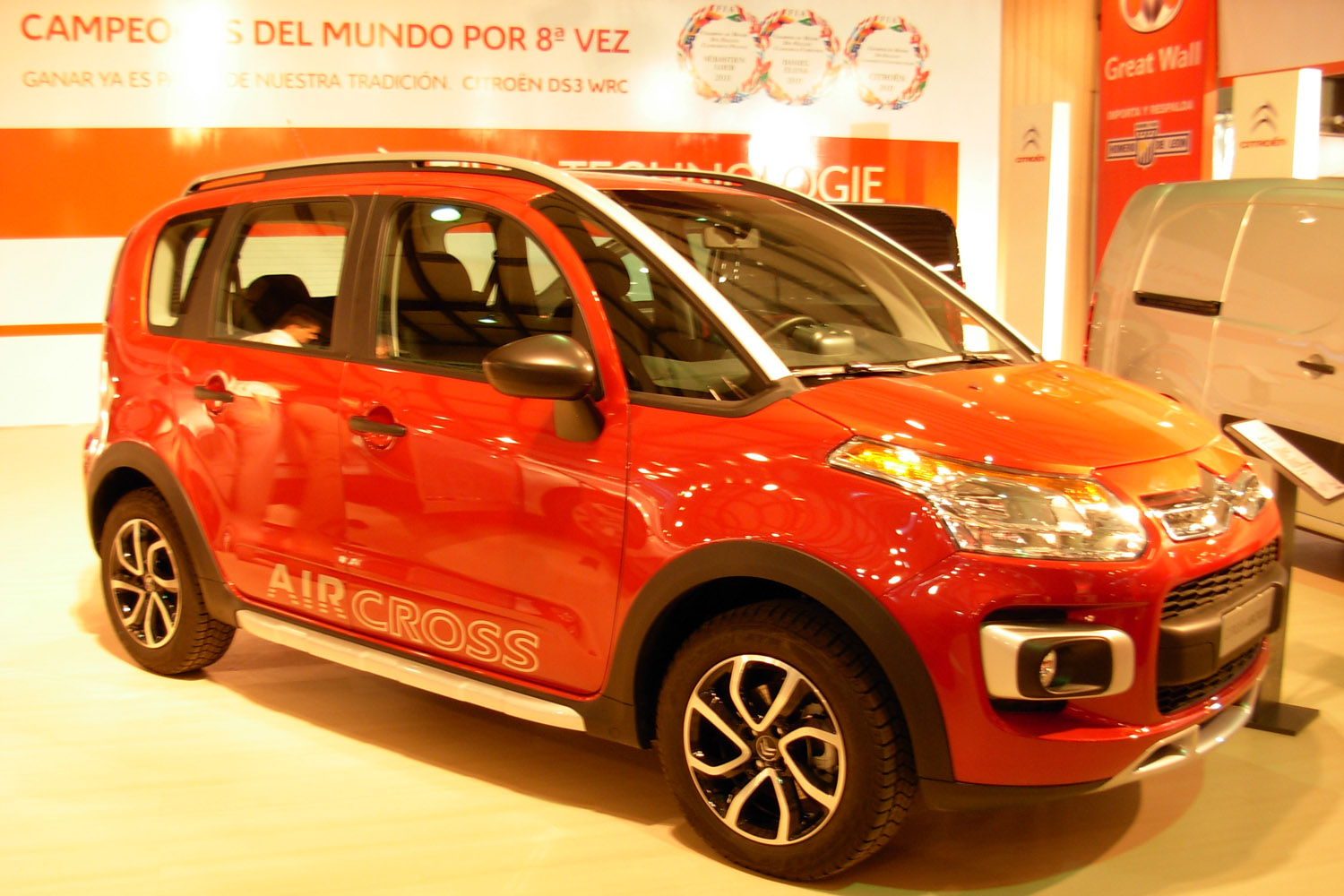
Citroën C3 Aircross (2010-2015)
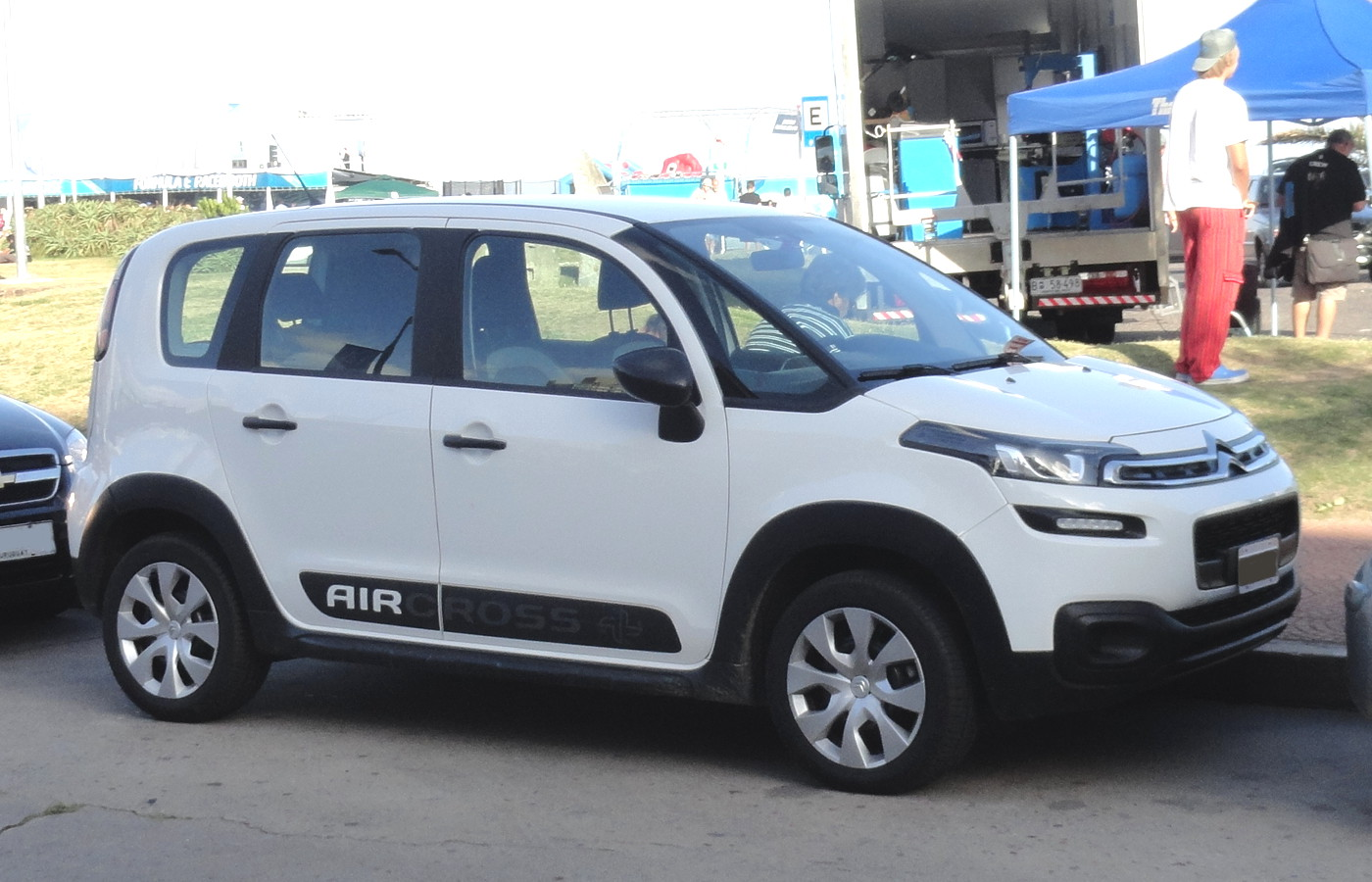
Citroën Aircross (2015-2020)

## Двигуни
- 1.2 л I3 12v
- 1.4 л I4 16v
- 1.6 л I4 16v
- 1.6 л I4 8v (diesel)
- 1.6 л I4 16v (diesel)

## Версії виконання
- Exclusive
- Blackcherry
- 90th Anniversary
- Millenium
- Code Red
- Code White
- Passion Bleus
- Music Touch